# Steve McQueen
Steve McQueen, celým jménem Terence Stephen McQueen (24. března 1930 Beech Grove, Indiana – 7. listopadu 1980 Ciudad Juárez, Mexiko) byl americký filmový herec.
Šlo o mužnou a ikonickou americkou filmovou hvězdu 60. a 70. let 20. století, působil chladně a stoicky. Jím ztvárňovaní hrdinové často mluvili svou filmovou akcí a jen zřídka slovy.

## Život
Narodil se v Beech Grove (předměstí Indianapolis) ve státě Indiana v USA. Jeho otec, který byl pilotem-kaskadérem v leteckých cirkusech, opustil rodinu krátce po Stevově narození. Matka, která si nevěděla rady s výchovou, dala syna k výchově strýci Claudovi, který měl velkou farmu v Slateru ve státě Missouri.
Ve věku 12 let začal bydlet s matkou a otčímem v Los Angeles v Kalifornii, ale zachoval si dobré vztahy se svým strýcem.
Ve věku 14 let vstoupil do pouličního gangu, proto ho matka poslala do Junior Boys Republic, což byl „dům pro problémové chlapce“ v Chino Hils v Kalifornii. Jakmile opustil Chino, zapsal se v roce 1947 do Námořní pěchoty USA, kde sloužil do roku 1950.
V roce 1952 začal studovat herectví za finanční pomoci zákona zvaného G. I. Bill, který umožňoval bývalým příslušníkům ozbrojených sil USA získat bezplatné vysokoškolské vzdělání, a vystupovat začal v New York's Neighborhood Playhouse. Příležitostně hrál v divadle; ve filmu debutoval ve snímku Někdo tam nahoře mě má rád (1956). Jeho první významnou rolí se stala úloha v klasickém hororu The Blob (1958). V témže roce získal hlavní roli lovce v seriálu Wanted: Dead or Alive, který běžel až do roku 1961. 
Největší popularitu získal jako pistolník Vin ve filmu Sedm statečných (The Magnificent Seven, 1960) po boku Yula Brynnera a Charlese Bronsona, kde chránili mexickou vesnici před bandity. Ze sedmi statečných mužů v boji proti přesile přežijí pouze tři (Chris, Vin a Chico: Yul Brinner, Steve McQueen a Horst Buchholz). Film je vlastně remake japonského snímku Sedm samurajů z roku 1954 (Akira Kurosawa). Vedle hereckého obsazení k úspěchu Sedmi statečných přispěla  filmová hudba, kterou složil Elmer Bernstein a která byla nominována na Oscara.
Druhým akčním filmem, který zdokonalil jeho image, byl Velký útěk (1963), kde hrál vězně v německém zajateckém táboře za druhé světové války. Film byl inspirován skutečnými událostmi, útěkem spojeneckých letců za druhé světové války z německého zajateckého tábora Stalag Luft III. Film byl nominován na Zlatý glóbus (film) a Oscara (střih).
V roce 1966 byl za roli mechanika 1. třídy Jaka Holmana ve válečném filmu Strážní loď Sand Pebbles nominován na Oskara (poprvé a naposledy) a Zlatý Glóbus za nejlepšího herce v hlavní roli, obě ceny nakonec vyhrál Paul Scofield za roli ve filmu Člověk pro každé počasí.
Dále je třeba zmínit roli detektiva Franka Bullita v kriminálním thrilleru Bullittův případ (1968), kde hrál po boku Jacqueline Bissetové. Jako svůj první hollywoodský film ho režíroval Brit Peter Yates, šlo také o jeden z prvních filmů, který se takřka celý natáčel v reálných lokací San Francisca (nikoli ve studiových kulisách). V tomto filmu se nachází pasáž automobilové honičky, kterou provedli Steve McQueen a Bill Hickman. Tato scéna bývá často označována a citována jako nejlepší automobilová filmová honička všech dob. A zejména ze sestřih záběrů této honičky získal Frank P. Keller Oscara za nejlepší filmový střih.
Ve filmu Le Mans (1971), který režíroval Lee H. Katzin společně s Johnem Sturgesem je zachycena autentická atmosféra nejproslulejšího závodu světa 38.ročníku Le Mans. Hlavní představitel a pilot Porsche 917 Michael Delaney (Steve McQueen) ve filmu poprvé promluví po více než 30 minutách.
Mezi nezapomenutelné patří také výkon ve snímku Motýlek (1973), ve kterém si zahrál hlavní roli společně s Dustinem Hoffmannem. Režisér Franklin J. Schaffner film natočil v roce 1973 na motivy stejnojmenného autobiografického románu francouzského spisovatele Henriho Charrièra a vypráví příběh dvojice vězňů, kteří se pokouší uprchnout z trestanecké kolonie ve Francouzské Guyaně. Film byl nominován na Zlatý glóbus (Steve McQueen) a na Oscara (nejlepší dramatická hudba).
Jednou z jeho dalších slavných filmových rolí byla i postava nebojácného velitele hasičů O´Hallorhana v katastrofickém thrilleru Skleněné peklo (1974), kde hrál s Paulem Newmanem, Richardem Chamberlainem, Robertem Vaughnem, Faye Dunawayovou a mnoha dalšími. Během natáčení došlo na jedné scéně ke skutečnému požáru a Steve McQueen ho pomohl skutečnému hasiči zlikvidovat. Jeden z hasičů, který McQueena nepoznal, herci řekl: „Moje žena tomu neuvěří.“ McQueen na to odpověděl: „Ani moje.“
Ve dvou posledních filmech se vrátil tam, kde začal v roce 1958 se seriálem Hledá se: živý nebo mrtvý a ztvárnil postavy dvou lovců lidí. Prvním byl historický životopisný film Tom Horn (1980), kde ztvárnil legendární postavu západu, Toma Horna (1860–1903), stopaře a zvěda americké armády, který pomohl zajmout Geronima a nakonec nájemného zabijáka pracujícího pro dobytkářské barony.
Druhým filmem byl Lovec (také 1980), kde ztvárnil „moderního“ lovce lidí Ralpha Edgara Thorsona (1926–1991), přezdívaného taťka, který za svou 40letou kariéru pochytal přes 12 000 utečenců.

## Osobní život
Steve McQueen byl třikrát ženatý. 2. listopadu 1956 se oženil s Filipínsko-americkou herečkou, zpěvačkou a tanečnicí Nelie Adamsovou, se kterou měl dva potomky, syna Chada (1960–2024) a dceru Terry Leslie (1959–1998), toto manželství se po 16 letech rozpadlo, ve své knize Můj manžel, můj přítel uvedla, že jejich manželství bylo poslední rok velmi náročné.
Poté následoval vztah s Ali MacGrawovou, se kterou se seznámil během natáčení filmu Útěk (Getaway) z roku 1972, Ali tehdy byla vdaná za šéfa studia Paramount Pictures Roberta Evanse, ale později se kvůli McQueenovi s ním rozvedla a 31. srpna 1973 si ho vzala. Manželství s Ali vydrželo 5 let, jedním z důvodů byl i potrat. Po McQueenově smrti jí jeho přátelé řekli, že byla jeho jedinou pravou láskou: „Byl do ní šíleně zamilovaný až do své smrti“.
Jeho třetí, poslední ženou a nakonec i vdovou byla o 23 let mladší modelka Barbara Mintyová, se kterou se seznámil velmi netradičním způsobem. Jednoho dne Steve uviděl její fotku v časopise a požádal svého agenta, aby jim zajistil schůzku. I přes věkový rozdíl našli společnou řeč, 16. ledna 1980 se vzali a byli spolu až do McQueenovy smrti o necelých 10 měsíců později.
Barbara Mintyová, která též napsala o McQueenovi knihu Steve McQueen: Poslední míle uvádí, že se z něj ke konci života stal evangelík, bylo to z části kvůli vlivu jeho leteckých instruktorů Sammyho Masona, jeho syna Peta a též zásluhou Barbary. Steve navštěvoval místní evangelický kostel Ventura Missionary Church.
Přátelil se se spoustou významných osobností své doby, Jamesem Garnerem, Brucem Lee (kterému nesl na pohřbu jeho rakev), Patem Johnsonem, Chuckem Norrisem, Sharon Tateovou, Jayem Sebringem, Dennisem Hopperem a dalšími.

## Nemoc a smrt
V roce 1978 McQueena začal trápit dlouhodobý kašel. Přestal kouřit a začal brát antibiotika, bez úspěchu. Dýchavičnost se zhoršila a 22. prosince 1979, po natočení filmu Lovec, biopsie odhalila mezoteliom pleury, rakovinu spojenou s vystavením azbestu, pro kterou neexistuje známá léčba.
O několik měsíců později dal McQueen lékařský rozhovor, ve kterém dával svůj stav za vinu vystavení azbestu. McQueen se domníval, že na vině mohly být azbesty používané při izolaci zvukové scény filmu a závodní ochranné obleky a přilby, ale myslel, že pravděpodobněji jeho nemoc byla přímým důsledkem masivního vystavení azbestové izolaci z potrubí na palubě lodi, když byl v mládí u mariňáků.
V únoru 1980 byly nalezeny důkazy o rozšířených metastázách. Pokusil se udržet tento stav v tajnosti, ale 11. března 1980 národní vyšetřovatel odhalil, že je v posledním stádiu rakoviny. V červenci 1980 McQueen cestoval do Rosarito Beach v Mexiku za alternativním léčením, poté co mu američtí lékaři řekli, že nemohou udělat nic pro prodloužení jeho života. Během cesty vyvstala diskuse, protože McQueen hledal léčbu u Williama Donalda Kelleye, který propagoval variantu Gersonovy terapie, která používala kávové klystýry, časté mytí šampony, denní injekce tekutin obsahujících živé buňky z dobytka a ovcí, masáže a Laetrile (syntetická varianta Amygdalinu), údajný protirakovinný lék dostupný v Mexiku, o kterém je však dlouho známo, že je při léčbě rakoviny toxický a neúčinný. McQueen platil za Kelleyovy léčby sám v hotovostních platbách, o nichž bylo řečeno, že během svého tříměsíčního pobytu v Mexiku vzrostly až ke 40 000 dolarů měsíčně. Kelleyova jediná lékařská licence (odebraná v roce 1976) byla pro ortodoncii. Kelleyovy metody vyvolaly senzaci v tradičním a bulvárním tisku, když bylo známo, že jeho pacient byl McQueen.
McQueen se vrátil do USA začátkem října. Navzdory metastazování rakoviny v McQueenově těle Kelley veřejně oznámil, že McQueen bude úplně vyléčen a vrátí se do normálního života. McQueenův stav se brzy zhoršil a v jeho břiše se vyvinuly obrovské nádory.
Na konci října 1980 McQueen odletěl do Ciudad Juárez v Chihuahua v Mexiku, aby mu odstranil nádor na játrech (vážící přes 2 kg), a to i přes varování amerických lékařů, že nádor je nefunkční a jeho srdce operaci nezvládne. McQueen se pod jménem „Samuel Sheppard“ zaregistroval na malé klinice Juárez, kde lékaři a zaměstnanci nevěděli o jeho skutečné totožnosti.
7. listopadu 1980 McQueen zemřel na srdeční selhání ve 3:45 ráno na Juárezské klinice, 12 hodin po operaci, kde byly odstraněny četné metastatické nádory v krku a v břiše. Bylo mu 50 let. Podle El Paso Times zemřel ve spánku.
McQueen byl zpopelněn a jeho popel byl rozptýlen v Tichém oceánu.

## Filmografie

### Hrané
- 1980 Lovec
- 1980 Tom Horn
- 1978 Nepřítel lidu
- 1976 Dixie Dynamite
- 1974 Skleněné peklo
- 1973 Motýlek
- 1972 Junior Bonner
- 1972 Útěk
- 1971 Le Mans
- 1969 Pobertové
- 1968 Bullittův případ
- 1968 Případ Thomase Crowna
- 1966 Nevada Smith
- 1966 Sand Pebbles, The
- 1965 Cincinnati Kid
- 1965 Když do deště se dá
- 1963 Love with the Proper Stranger
- 1963 Velký útěk
- 1963 Voják v dešti
- 1962 Milovník války
- 1962 Peklo je pro hrdiny
- 1961 Honeymoon Machine, The
- 1960 Great St. Louis Bank Robbery, The
- 1960 Sedm statečných
- 1959 Hrstka statečných
- 1958 Wanted: Dead or Alive (TV seriál)
- 1958 Blob, The
- 1958 Never Love a Stranger
- 1956 Někdo tam nahoře mě má rád
- 1953 Girl on the Run

### Dokumentární
- 2017 Steve McQueen: American Icon
- 2015 Steve McQueen: The Man & Le Mans
- 2014 Já, Steve McQueen (I am Steve McQueen)
- 2007 Steve McQueen: An American Rebel
- 2005 Dust to Glory
- 2005 Steve McQueen: The Essence of Cool
- 2004 Sam Peckinpah's West: Legacy of a Hollywood Renegade (TV film)
- 1998 Path of the Dragon, The (video film)
- 1990 Death In Hollywood (video film)
- 1990 The Hollywood Collection: Steve McQueen, Man on the Edge
- 1987 Ultimate Stuntman: A Tribute to Dar Robinson, The (TV film)
- 1977 Bruce Lee, the Legend
- 1973 Magnificent Rebel, The
- 1971 On Any Sunday
- 1968 Bullitt: Steve McQueen's Commitment to Reality
- 1967 Think Twentieth